# Városháza (Salgótarján)
A Salgótarjáni Városháza a város második legnagyobb épülete.

## Története

### Az első épület
Az első épületet 1922-ben építették fel barokk stílust utánozva. 1945-ben kisebb átépítést végeztek rajta. 1966-ban a városközpont átépítésekor egy új épületet terveztek, a helyére pedig egy áruház épült.

### Az új épület
Az új épületet 1982-ben kezdték építeni, 1985-ben adták át. Az épület L-alakban helyezkedik el. Nyolc emelet magas és merőleges a Litkei útra és a vasútra.

## Külső hivatkozások
Salgótarján honlapja